# Dysternavling
Dysternavling (Lichenomphalia velutina) är en lavart som först beskrevs av Lucien Quélet, och fick sitt nu gällande namn av Redhead, Lutzoni, Moncalvo & Vilgalys 2002. Lichenomphalia velutina ingår i släktet Lichenomphalia och familjen Hygrophoraceae.  Arten är reproducerande i Sverige. Inga underarter finns listade i Catalogue of Life.
I den svenska databasen Dyntaxa används istället namnet Lichenomphalia grisella för samma taxon.  Arten är reproducerande i Sverige.